# Jefferson County, Illinois
Jefferson County är ett county i delstaten Illinois i USA. Den administrativa huvudorten (county seat) är Mount Vernon, som också är största staden.
Countyt har fått sitt namn efter USA:s president Thomas Jefferson.

## Politik
Jefferson County har under 2000-talet tenderat att rösta på republikanerna i politiska val.
Republikanernas kandidat har vunnit countyt i samtliga presidentval sedan valet 2000. I valet 2016 vann republikanernas kandidat med 68,8 procent av rösterna mot 26 för demokraternas kandidat, vilket är den genom tiderna största segern i countyt för en kandidat.

## Geografi
Enligt United States Census Bureau har countyt en total area på 1 512 km². 1 479 km² av den arean är land och 33 km² är vatten.

### Angränsande countyn
- Marion County - nord
- Wayne County - nordost
- Hamilton County - sydost
- Franklin County - syd
- Perry County - sydväst
- Washington County - väst

### Orter
- Mount Vernon (huvudort)
- Woodlawn